# Tükör és füst
A Tükör és füst (Smoke and Mirrors) Neil Gaiman második, 1998-ban megjelent novellagyűjteménye, amely 32 korai történetet és verset tartalmaz.

## Tartalomjegyzék
- A jóslás tudománya - rondó
- Bevezető (The Wedding Present)
- Küldetés (Chivalry)
- Miklós... (Nicholas Was...)
- Az ajándék (The Price)
- Troll (Troll Bridge)
- Ne kérdezd a krampuszt! (Don't Ask Jack)
- Az aranyhalas medence és más történetek (The Goldfish Pool and Other Stories)
- A fehér út (The White Road)
- Kések királynője (Queen of Knives)
- Változások (Changes)
- Baglyoknak leánya (The Daughter of Owls)
- Shoggoth Különleges (Shoggoth's Old Peculiar)
- Vírus (Virus)
- Keresem a lányt (Looking for the Girl)
- Megint világvége (Only the End of the World Again)
- Bay Wolf (Bay Wolf)
- Leszállítjuk nagykeráron (We Can Get Them For You Wholesale)
- Egy élet, korai Moorcock-stílusban (One Life, Furnished in Early Moorcock)
- Hűvös színek (Cold Colors)
- Az álomseprő (The Sweeper of Dreams)
- Idegen részek (Foreign Parts)
- Vámpír sextina (Vampire Sestina)
- Egér (Mouse)
- Változó tenger (The Sea Change)
- Amikor elmentünk megnézni a világ végét (When We Went to See the End of the World by Dawnie Morningside, age 11¼)
- Sivatag szele (Desert Wind)
- Kóstolók (Tastings)
- Babahús (Babycakes)
- A gyilkosság misztériuma (Murder Mysteries)
- Hó, tükör, almák (Snow, Glass, Apples)

## Magyarul
- Tükör és füst; ford. Horváth Norbert et al., Beneficium, Bp., 1999
- Tükör és füst. Novellák és illúziók; ford. Gálla Nóra et al.; Agave Könyvek, Bp., 2011, 2017